# Ingleside, New South Wales
Ingleside este o suburbie în Sydney, Australia.